# Маале-Гамла
Маале-Гамла (івр. מעלה גמלא) — мошав, розташований у Північному окрузі Ізраїлю, на території Голанських висот. Мошав розташований на висоті 110 метрів над рівнем моря (320 метрів над рівнем води озера Кінерет) між долиною Бейт-Цида (Віфсаїда) та каньйоном Нахаль Даліот в 4 кілометрах від берега Кінерета.
Адміністративно відноситься до региональної ради Голан.

## Створення
Мошав засновано у 1975 році і названо так на честь фортеці Гамла, що розташована неподаліік.
Створення селища було відповіддю на резолюцію ООН, яка засуджує сіонізм.

## Населення
Маале-Гамла — це поселення зі світським населенням. За даними Центрального бюро статистики Ізраїлю, населення на початок 2016 року склало 441 особи.
| Рік       | 1983 | 1995 | 1999 | 2000 | 2001 | 2003 | 2004 | 2005 | 2006 |
| --------- | ---- | ---- | ---- | ---- | ---- | ---- | ---- | ---- | ---- |
| Населення | 155  | 268  | 254  | 253  | 260  | 291  | 306  | 309  | 340  |

| Рік       | 2007 | 2008 | 2009 | 2010 | 2011 | 2012 | 2013 | 2014 | 2015 |
| --------- | ---- | ---- | ---- | ---- | ---- | ---- | ---- | ---- | ---- |
| Населення | 357  | 388  | 381  | 372  | 395  | 390  | 385  | 401  | 441  |

## Економіка
Велика частина жителів зайняті у сільському господарстві (плантації манго, лічі, бананів, авокадо, фініків і винограду).
Мошав є місцевим туристичним центром, у ньому є кілька десятків бунгало, СПА, стайні.